# Пенспиннинг
Пенспиннинг (англ. pen spinning, встречается перевод «ручковерчение») — форма контактного жонглирования инструментом для письма или подобными предметами одной или двумя руками.
Для изменения характеристик снаряды модифицируют с помощью частей других ручек, карандашей, маркеров. Также могут использоваться другие материалы. Такая «ручка» называется «мод».
В пенспиннинге есть 5 базовых трюков: "ThumbAround", "FingerPass", "Charge", "Sonic", и "Wiper".

## История
Это искусство восходит к японским упражнениям «пэн маваси» (яп. ペン回し, «вращение ручки»). Наиболее широко оно было распространено среди «ронинов» (яп. 浪人 ро:нин), выпускников школ, которые провалили вступительные экзамены в университет и ожидают следующего года.
В настоящее время отсутствуют документальные подтверждения того, кем и как было положено начало распространению пенспиннинга. Однако таковым можно считать японского пенспиннера Хидэаки Кондо, одного из первых пенспиннеров, открывших сайт по этой тематике.
Родственными пенспиннингу являются «уловки Zippo» или «трюки с зажигалками».
Подобное увлечение может быть полезно людям особенно тех профессий, которые требуют значительной подвижности пальцев (например, гитаристам, пианистам, скрипачам ).

## Пальцы и слоты
Для большего удобства среди спиннеров распространена специфическая система наименований пальцев, а также промежутков между ними.

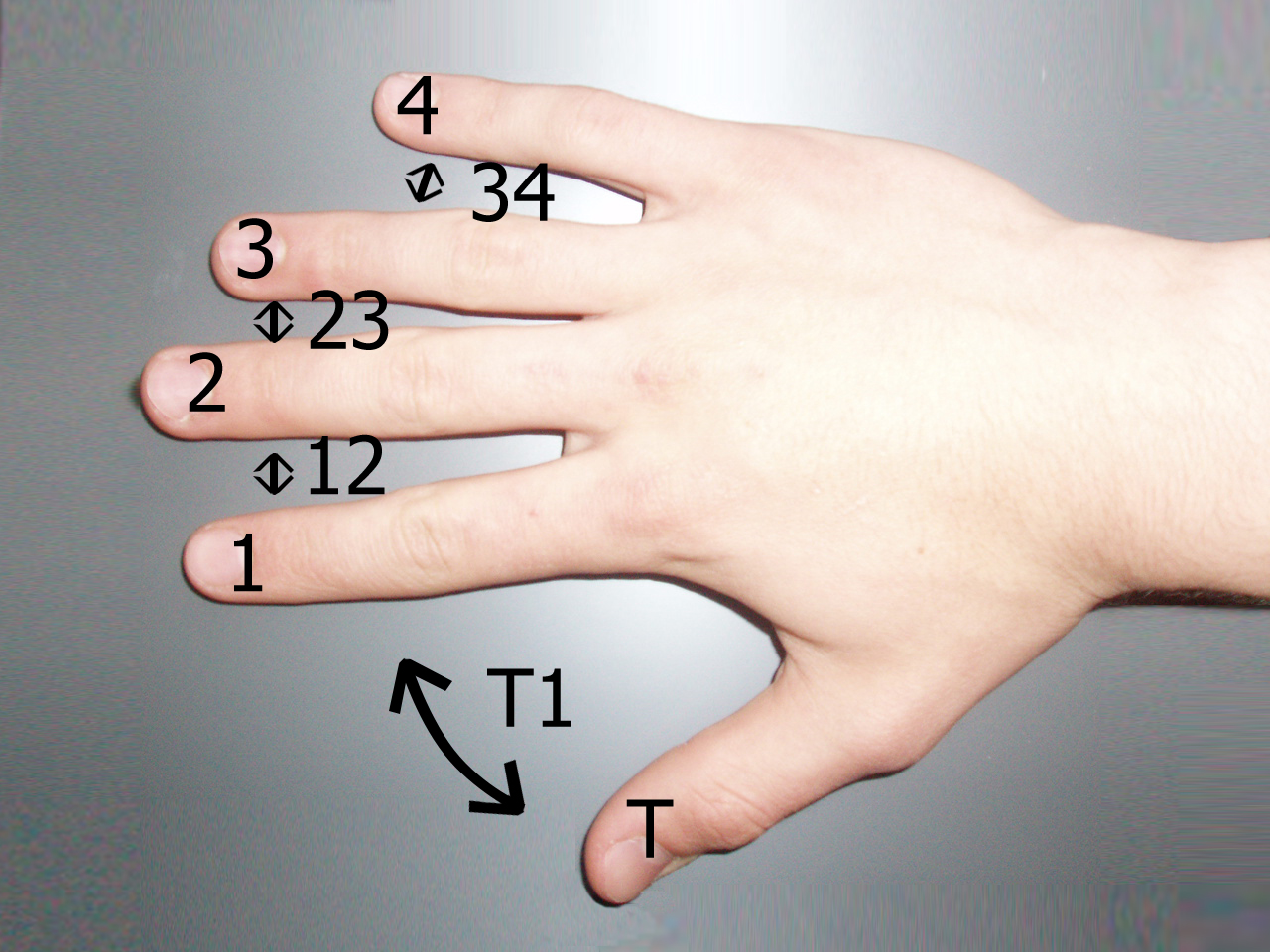
Наглядная схема наименований пальцев и слотов.

- Большой палец — «T», «тамб» (англ. thumb).
- Указательный палец — «1».
- Средний палец — «2».
- Безымянный палец — «3».
- Мизинец — «4».

Промежутки между пальцами именуются «слотами» (англ. slot), и называются соответственно:
- Между большим и указательным пальцами — «Т1».
- Между указательным и средним пальцами — «12».
- Между средним и безымянным пальцами — «23».
- Между безымянным пальцем и мизинцем — «34».

## Базовые трюки
Базовые трюки — основные трюки, вариации которых используются «спиннерами» для придания оригинальности и красоты вращения. Это самые простые трюки, на которых базируется основная часть более сложных.

ThumbAround
ThumbAround выполняется толканием ручки средним пальцем, заставляя её крутиться вокруг большого пальца, затем ручка ловится между большим и указательным пальцами. Ранее это упражнение называлось «360 градусов».
FingerPass

Fingerpass

FingerPass - последовательный перебор ручки между четырьмя или пятью пальцами одной руки (в зависимости от вариации трюка), выполняется непрерывно вперёд или назад. Аналогичный трюк используется барабанщиками, при вращении ими барабанных палочек. Данный трюк изучается просто, но требует много времени на отработку.
Sonic

Опорный Sonic

Идея Sonic’а состоит в том, чтобы переместить ручку из одного положения между пальцами в другое за как можно меньшее время. В этом трюке ручку обычно держат между средним и безымянным пальцами и передвигают так, чтобы она оказалась между средним и указательным пальцами. Поскольку этот трюк может быть выполнен за очень короткое время, его название обозначает «сверхзвуковое» (supersonic) движение.
Распространено две вариации исполнения — опорный и безопорный. Первый рекомендуется начинающим; отличием от второго варианта является то, что энергия для оборота ручке («импульс») сообщается посредством соскальзывания одного из её концов с перепонки между большим и указательным пальцами.

Charge
Charge не требует перемещения ручки между пальцев, напротив, ручка вращается только между двумя пальцами. Обычно это делается с довольно большой скоростью по конической траектории, благодаря чему создаётся иллюзия вращения ручки на одном месте. Этот трюк нередко исполняют барабанщики своими палочками.
Infinity и Extended Infinity

Infinity

Infinity отличается от остальных фундаментальных трюков тем, что его нельзя отнести ни к одному другому виду трюков — это не pass, не sonic, а небольшая комбинация:
- Ручка держится между большим и указательным пальцами за один из её концов; второй конец направлен в сторону руки. Совершается элемент Wiper Reverse, то есть ручка опускается движением кисти вниз.
- Совершается Pass Normal Т1-12, то есть ручка как бы «подбирается» средним пальцем, и зажимается между ним и указательным пальцами за один конец; второй направлен вверх.
- Далее снова необходимо сделать Wiper Reverse, то есть опустить ручку вниз без передачи в другие промежутки между пальцами.
- Последний пункт — Pass Normal 12-T1, то есть пенспиннер помещает ручку в исходное положение с помощью передачи её из промежутка между указательным и средними пальцами в промежуток между большим и указательным пальцами.

Если трюк выполнен правильно, то свободный конец ручки как бы описывает в воздухе математический знак бесконечности.
Extended Infinity от обычного Infinity отличается тем, что после второго пункта (Pass Normal T1-12) совершается один оборот Charge, затем Wiper Reverse.
Figure 8
Трюк выполняется следующим образом:
- Ручка держится между большим и указательным пальцами за один из её концов в позиции Palm Side; второй конец направлен в сторону руки. Совершается элемент Wiper Reverse, то есть ручка опускается движением кисти вниз.
- Рука перемещается в позицию Palm Down (ладонью вниз)
- Совершается Wiper, ручка поднимается движением кисти вверх

Если трюк выполнен правильно, то свободный конец ручки описывает в воздухе цифру 8.

#### Neo Sonic
Трюк выполняется следующим образом:
●Рука должна находиться в положении Palm Side
●Берем ручку в любой из слотов
●Опускаем правый палец от ручки вниз, тем самым перекидывая ее в слот T-1

## Продвинутые трюки
Продвинутые трюки — более сложные в исполнении, но более красивые. Отличаются от фундаментальных трюков тем, что без предварительной подготовки и развитых пальцев выполнить их очень сложно. В основном такими трюками являются более сложные трюки, к примеру inverse sonic, но также существуют и совершенно другие.
Shadow
При выполнении данного трюка необходимо держать ладонь горизонтально, так как в любом другом положении ручка будет выпадать. Существует две основные вариации — still и normal. В первом случае ручка не перемещается в другой слот, во втором, наоборот, попадает в соседний слот. Слот 2 через 3 и 4 слоты.
Трюк заключается в том, что ручка после чардж-образного движения вылетает из слота и совершает оборот в 360° на тыльной стороне ладони, при этом заканчивает движение либо в том же слоте, откуда начала движение (still), либо попадает в соседний слот.
BackAround
Существует два вида данного трюка — Korean (корейский) и обычный.
Последовательность действий такова: ручка берётся ближе к одному из концов между указательным и средним пальцами, выкидывается движением ладони вверх, оборачивается вокруг указательного, и снова ловится между пальцами.
Как правило, трюк выполняется в слоте 12 (между указательным и средним пальцами).
Отличие корейского варианта от обычного состоит в том, что в первом случае ручка зажимается ближе к концам пальцев, а во втором — ближе к основанию.
- Как правило, на базе этих трюков придуманы другие, более сложные в исполнении, в разных концепциях.

## Концепции исполнения
Каждый трюк можно выполнить в разных вариациях. Не существует такого трюка, который имел бы только одну вариацию.
Normal/Reverse
Самые простые концепции исполнения. Normal — это трюк в обычном своём варианте. Reverse — тот же трюк, только сделанный в обратную сторону. Если заснять трюк на видео, а затем прокрутить плёнку в обратном порядке, то можно увидеть тот же трюк, только в концепции Reverse.
Примечание: это относится далеко не ко всем трюкам. Например, ThumbAround. Посмотрите, Normal и Reverse совершенно не похожи.
Inverse
Трюк выполняется с обратной стороны ладони, в отличие от его обычного варианта.
Moonwalk
Данная концепция применима в основном для комбинаций. При её использовании сохраняется направление вращения ручки, но направление движения между пальцами — обратное.
В настоящее время концепция отменена. Теперь вместо Moonwalk просто пишутся слоты.
Mirrored
Концепция применима по большей части только на гибридах трюков. Трюк получается как будто отражённым в зеркале. Концепция очень похожа на Reverse, однако в ней есть свои нюансы.
FingerLess
В этой концепции импульс для вращения ручки придаётся не пальцами, а движением кисти. Существуют трюки, которые изначально являются FingerLess (к примеру, BackAround).
Counter
При исполнении трюка в этой концепции ручка останавливается посередине трюка и пускается в обратную сторону. Концепция работает на гибридах трюков.
Tipped
Концепция подходит только к коническим видам трюков (charge, sonic, infinity). В данном варианте трюк не описывает окружность в двух плоскостях, а только в одной, двумя концами ручки. Самый распространённый трюк — Tipped Charge.
Release/Riser
В данной концепции ручка, которой был придан импульс от трюка, подбрасывается вверх строителем. Однако концепция Release не подходит для изначально FingerLess-трюков (BackAround), поэтому для них используется Riser, то есть импульс придаётся движением кисти.
Rising/Falling
Данная концепция применима в основном к комбинациям одинаковых трюков. Rising значит, что ручка начинает движение в слоте 34 и заканчивает в слоте 12. Falling — наоборот, начинает в слоте 12, заканчивает в слоте 34. Самый простой пример — sonic rise/fall.
Harmonic
Данная концепция создаёт комбинацию из двух одинаковых трюков, выполненных поочерёдно в варианте normal и reverse. Данная концепция переводится как "гармония": например, "thumbaround harmonic".

## Положения ладони при выполнении трюков
Palm Up
Положение, при котором тыльная сторона ладони опущена вниз, а внутренняя - поднята вверх.
Palm Down
Положение, при котором тыльная сторона ладони поднята вверх, а внутренняя - опущена вниз.
Palm Side
Положение, при котором ребро ладони поднято вверх, тыльная сторона ладони повернута вправо (для правшей) или влево (для левшей).